# Modesto Churruca

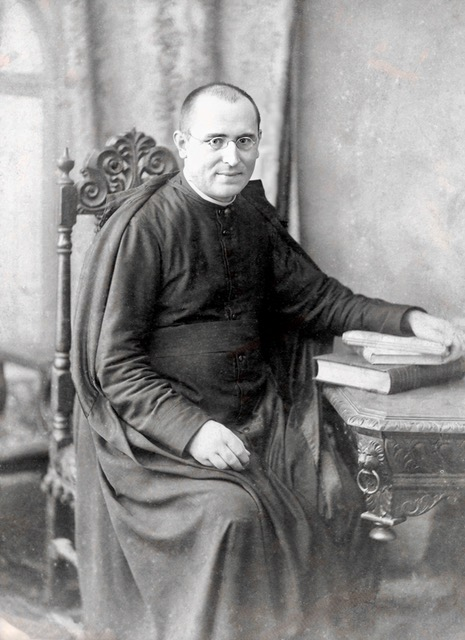
Modesto Churruca junto a un escritorio con libros

José Modesto Churruca Muñoz (n. Motrico (Guipúzcoa); 15 de junio de 1873-f. San Sebastián (España); 15-17 de agosto de 1936) fue un sacerdote español de la orden de la Congregación de la Misión. Tras realizar sus primeros estudios en su localidad natal, ingresó con 20 años en la orden de los paúles. Tras realizar los votos en 1895, estudió la carrera eclesiástica en Madrid y se ordenó en 1899.
Sus primeros destinos fueron en Canarias, primero en Las Palmas de Gran Canaria y luego, ya como Superior de una residencia de esta orden, en La Orotava. En 1925 es destinado a su tierra natal, al ser nombrado Superior de la recién creada comunidad religiosa vicenciana de San Sebastián.
En 1932 fue nombrado Rector del Seminario conciliar de Oviedo. Fue sorprendido en este puesto por la Revolución de octubre de 1934. Durante esos sucesos, que fueron especialmente violentos en Asturias, el seminario fue asaltado y destruido por los revolucionarios, murieron asesinados varios compañeros de Churruca, pero él pudo salvar la vida.
Peor suerte corrió durante la guerra civil española. El levantamiento militar le sorprendió en San Sebastián, ciudad que tras las primeras hostilidades quedó controlada por las fuerzas de la izquierda leales a la República. El 19 de julio la residencia de la comunidad fue hostigada por milicianos de izquierdas y los religiosos se vieron obligados a refugiarse en otras casas. En el caso de Churruca se refugió en casa de unos sobrinos suyos. El día 20 de julio, Churruca se hirió en la cara por unos cristales rotos de una ventana. Las heridas sufridas le obligaron a abandonar su refugio y el 15 de agosto salió en dirección al Instituto Radio-Quirúrgico de la ciudad con intención de curarse las heridas. Ese día desapareció. No se sabe exactamente como se produjo la muerte. Dos días después, el 17 de agosto, su cadáver fue identificado en el cementerio de San Sebastián con varios disparos en la cabeza. Se cree que fue denunciado como espía, encarcelado y ejecutado de forma sumaria el día 17.
Fue convertido como tantas otras personas asesinadas por los simpatizantes de la república durante la guerra civil española en mártir de la causa nacional y católica. Así las autoridades franquistas dieron su nombre a una de las calles de su pueblo natal y en 1960 se abrió una causa para su beatificación.
En Motrico todavía hay una calle que le recuerda, denominada actualmente Modesto Txurruka (su nombre escrito con ortografía vasca).